# Георгиевское (Бежецкий район)
Георгиевское — село Бежецкого района Тверской области России, входит в состав Поречьевского сельского поселения.

## География
Село расположено в 12 км на юго-восток от центра поселения села Поречье и в 26 км на северо-запад от райцентра Бежецка.

## История
В 1857 году в селе была построена каменная Смоленская церковь с 3 престолами, метрические книги с 1789 года.
В конце XIX — начале XX века село являлось центром Чижовской волости Бежецкого уезда Тверской губернии. 
С 1929 года село входило в состав Чижевского сельсовета Бежецкого района Бежецкого округа Московской области, с 1935 года — в составе Калининской области, с 2005 года — в составе Поречьевского сельского поселения.

## Население
| 1859 | 2008 | 2010 |
| ---- | ---- | ---- |
| 71   | ↘0   | →0   |

## Достопримечательности
В деревне расположена недействующая Церковь Смоленской иконы Божией Матери (1857).